# Ozubnicová železnice Štrba – Štrbské Pleso

Schéma sítě tatranských železnic

Ozubnicová železnice Štrba – Štrbské Pleso (lidově zvaná „zubačka“) je úzkorozchodná ozubnicová dráha na Slovensku ve Vysokých Tatrách. Byla postavena roku 1896 a zrekonstruována v roce 1970. V dolní stanici (Štrba) navazuje na hlavní trať běžné železniční sítě, v horní stanici na trať Tatranských elektrických železnic do Starého Smokovce.

## Bývalá zubačka
Na konci 19. století vzrůstal zájem turistů o Vysoké Tatry. V této souvislosti vznikaly požadavky na pohodlnou dopravu turistů až do horských osad. Existence Košicko-bohumínské dráhy, která vedla v podhůří a tedy v nevelké vzdálenosti od prosperujících tatranských osad, oživovala myšlenku železničního spojení. Obrovský zájem turistů byl obzvlášť o osadu Štrbské Pleso, která měla kromě množství hotelů též statut léčebných lázní (od roku 1885).
Na základě těchto podnětů byla v létě roku 1895 započata výstavba ozubnicové tratě s délkou 4,75 km. Stavbu vedli stavitelé ze Spišské Nové Vsi, Adolf Niedenthal a Žigmund Kornhäuser. Provoz na trati začal necelý rok po zahájení výstavby, 27. července 1896.
Ozubnicová dráha měla rozchod 1000 mm a byla na ní použitá ozubnicová soustava Riggenbach. Železnice ze své spodní stanice ve Štrbě překonávala do vrcholové stanice na Štrbském Plese převýšení 454 m s maximálním stoupáním 127 ‰. Podél tratě vedla cesta, se kterou se trať křižovala celkem dvanáctkrát (bez přejezdových zabezpečovacích zařízení). Soupravu vlaku tvořila parní lokomotiva, která před sebou tlačila nanejvýš dva vozy.
Vozový park tvořily dvě parní lokomotivy vyrobené v lokomotivní továrně Floridsdorf, čtyři dvounápravové osobní vozy a dva dvounápravové nákladní vozy vyrobené v roku 1896 budapešťskou firmou Ganz. Provoz byl ukončen počátkem roku 1933, kdy byla pro nerentabilnost nahrazena autobusovou dopravou.

## 1970–2020
V roce 1970 se na Štrbském Plese mělo konat mistrovství světa v klasickém lyžovaní. Kromě potřeb ubytovacích kapacit a vybudování sportovišť vznikl požadavek na kapacitní dopravu. Tato skutečnost oživila myšlenku znovuvybudování ozubnicové tratě. Idea byla schválena 7. května 1968, kdy se rozhodlo o vybudovaní elektrické ozubnicové železnice, která měla též přebrat proud turistů směřujících do Západních Tater.
Nová zubačka byla vybudovaná na opuštěném tělese původní tratě a byly odstraněny přejezdy. Na rozdíl od původní zubačky využívala zrekonstruovaná trať ozubnicovou soustavu systému Strub. Její délka byla 4,78 km a maximální stoupání bylo 150 ‰. Napájecí soustava byla zvolena 1 500 V DC. Vybudovány byly nové staniční budovy ve Štrbě a ve vrcholové stanici Štrbské Pleso, která slouží i pro potřeby TEŽ. Vrcholová stanice původní ozubnicové tratě totiž stála na břehu Štrbského plesa. Ve spodní stanici Štrba byla dále vybudována nová krytá ocelová hala pro potřeby zubačky a měnírna zabezpečující napájení železnice elektrickou energií. Většina zařízení pro stavbu železnice pocházela z domácí produkce, vybrané speciální zařízení železničního svršku dodala švýcarská firma von-Roll.
Provoz na trati byl zahájen 20. února 1970. Nová stanice na Štrbském Plese je dodnes nejvýše položenou železniční stanicí na Slovensku.

### Vozidla
Nové jednotky byly vyrobeny a dodány během rekonstrukce trati v roce 1970 švýcarskou firmou Schweizerische Lokomotiv und Maschinenfabrik (SLM). Jedná se o elektrické jednotky řady 405.95, které se skládají z hnacího vozu řady 405.95 (původní označení EMU 29.0) a řídicího vozu řady 905.95 (původní označení Ř 29.0).
Dále byla pro provoz na obnovené trati dodaná kolejová technika od švýcarského výrobce Brown, Boveri & Cie.. Jednalo se o přívěsnou jednonápravovou sněhovou frézu (ještě před zahájením provozu byla přestavěna na dvounápravovou) a o motorovou adhezně-ozubnicovou drezínu MU 20.0001 (zničena při nehodě 1. února 1991) a tři vozíky na přepravu zavazadel.
V říjnu 2018 uzavřela Železničná spoločnosť Slovensko kontrakt na dodávku nových vozidel pro ozubnicovou trať Štrba – Štrbské Pleso.

## 2020–současnost
V červnu 2020 byl provoz na trati zastaven a začala její kompletní přestavba včetně napojení na trať TEŽ Poprad-Tatry – Štrbské pleso. Úpravy souvisí s výměnou vozidel, které budou schopné adhezního provozu na tratích TEŽ.
Podle informací z ledna 2021 nabrala rekonstrukce prováděná konsorciem Strabag a Swietelsky Slovakia zpoždění. Původně měla rekonstrukce trvat od 6. července 2020 do 6. února 2021 (náhradní autobusová doprava 7 měsíců, práce maximálně 10), odevzdání stavby se nově očekávalo na přelomu května a června 2021. Ani tento termín nebyl dodržen a zahájení provozu na zrekonstruované trati bylo posunuto na únor 2022. K zahájení provozu na zrekonstruované trati došlo 16. února 2022.

### Vozidla

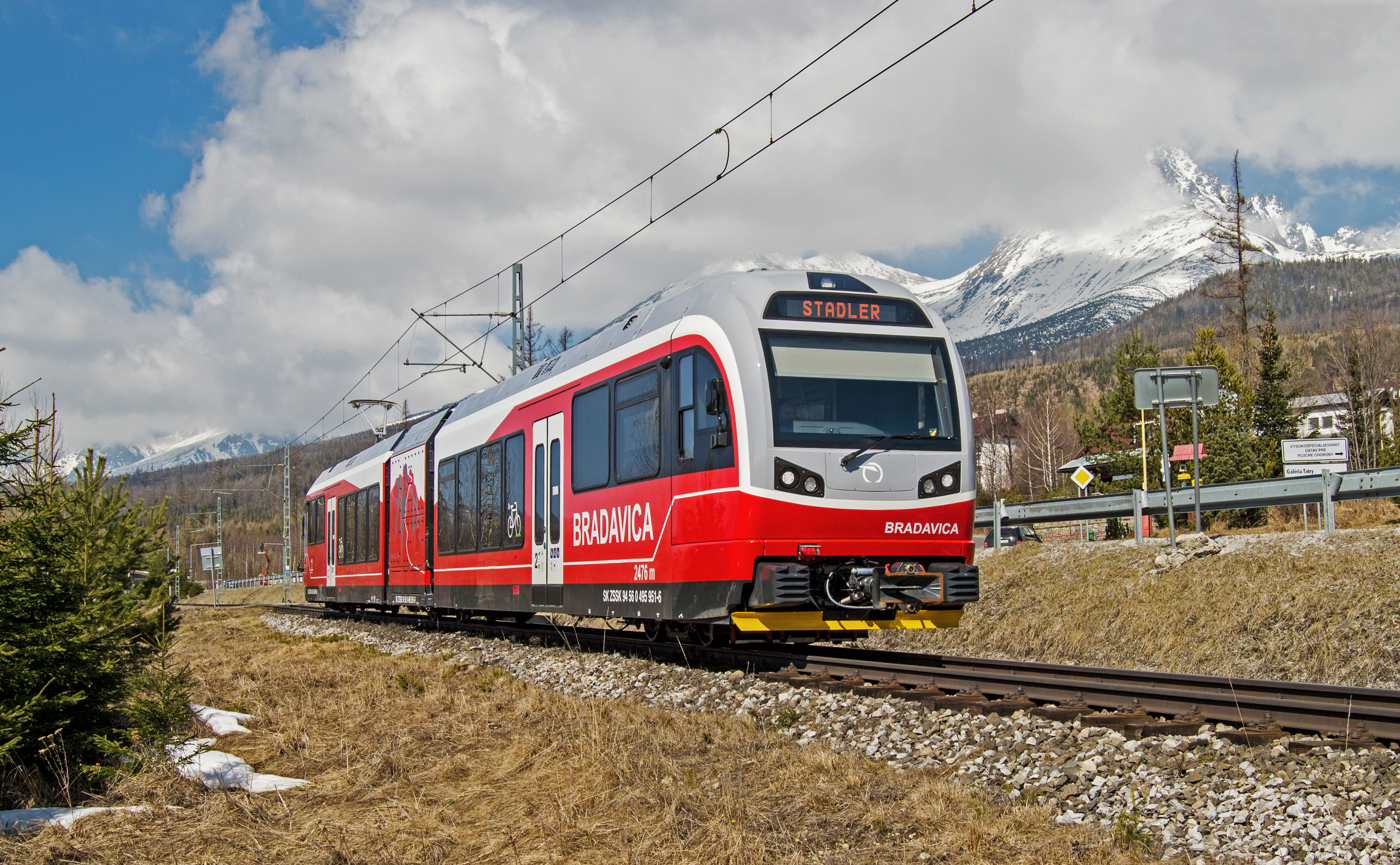
Zkušební jízda jednotky 495.951 na trati TEŽ

Pro provoz na zrekonstruované trati bylo objednáno 5 nových jednotek Stadler GTW 2/6, které obdržely řadu 495.95. Tyto jednotky budou využívány jak pro provoz na ozubnicové trati, tak na tratích TEŽ. Kromě nich zůstanou provozní dvě původní jednotky řady 405.95, které budou sloužit pro zvláštní jízdy a posilové spoje. Spolu s jednotkami Stadler GTW byla dodána také jedna multifunkční lokomotiva (485.951) se sněžným pluhem (592.001). Lokomotiva disponuje jak elektrickým tak dieselovým pohonem a možností dálkového ovládání.

## Parametry dráhy
| - Rozchod: 1000 mm - Ozubnicový systém: Riggenbachova ozubnice - Délka trati: 4,75 km - Délka ozubené části trati: 4,05 km - Nejvyšší stoupání: 127 ‰ - Převýšení: 444 m | Nová ozubnicová dráha vedená po opuštěném tělese původní dráhy byla otevřena 12. února 1970 těsně před konáním Mistrovství světa ve sjezdovém lyžování. V letech 2020–2021 prošla kompletní rekonstrukcí. \| 1970–2020 - Rozchod: 1000 mm - Ozubnicový systém: Von Roll - Délka trati: 4,75 km - Nejvyšší stoupání: 150 ‰ - Napájecí soustava: 1500 V stejnosměrná \| Od 2021 - Rozchod: 1000 mm - Ozubnicový systém: Strubova ozubnice - Délka trati: 4,75 km - Nejvyšší stoupání: 150 ‰ - Napájecí soustava: 1500 V stejnosměrná \| |
| 1970–2020 - Rozchod: 1000 mm - Ozubnicový systém: Von Roll - Délka trati: 4,75 km - Nejvyšší stoupání: 150 ‰ - Napájecí soustava: 1500 V stejnosměrná                    | Od 2021 - Rozchod: 1000 mm - Ozubnicový systém: Strubova ozubnice - Délka trati: 4,75 km - Nejvyšší stoupání: 150 ‰ - Napájecí soustava: 1500 V stejnosměrná |

## Galerie

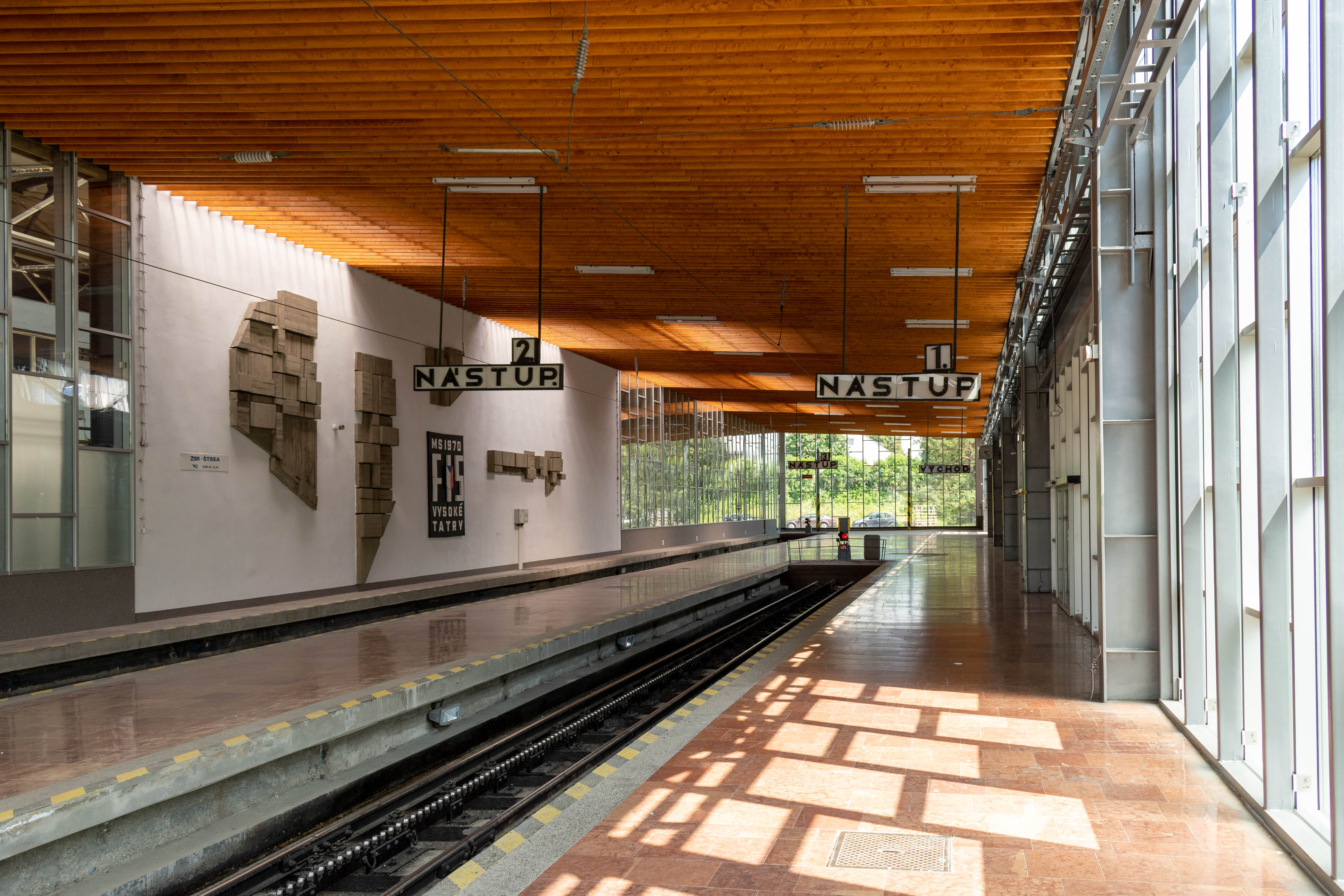
Jednotka řady 405.95 ve stanici Štrba. Odjíždí do stanice Štrbské Pleso. (2001)
- Stanice ozubnicové dráhy Štrba
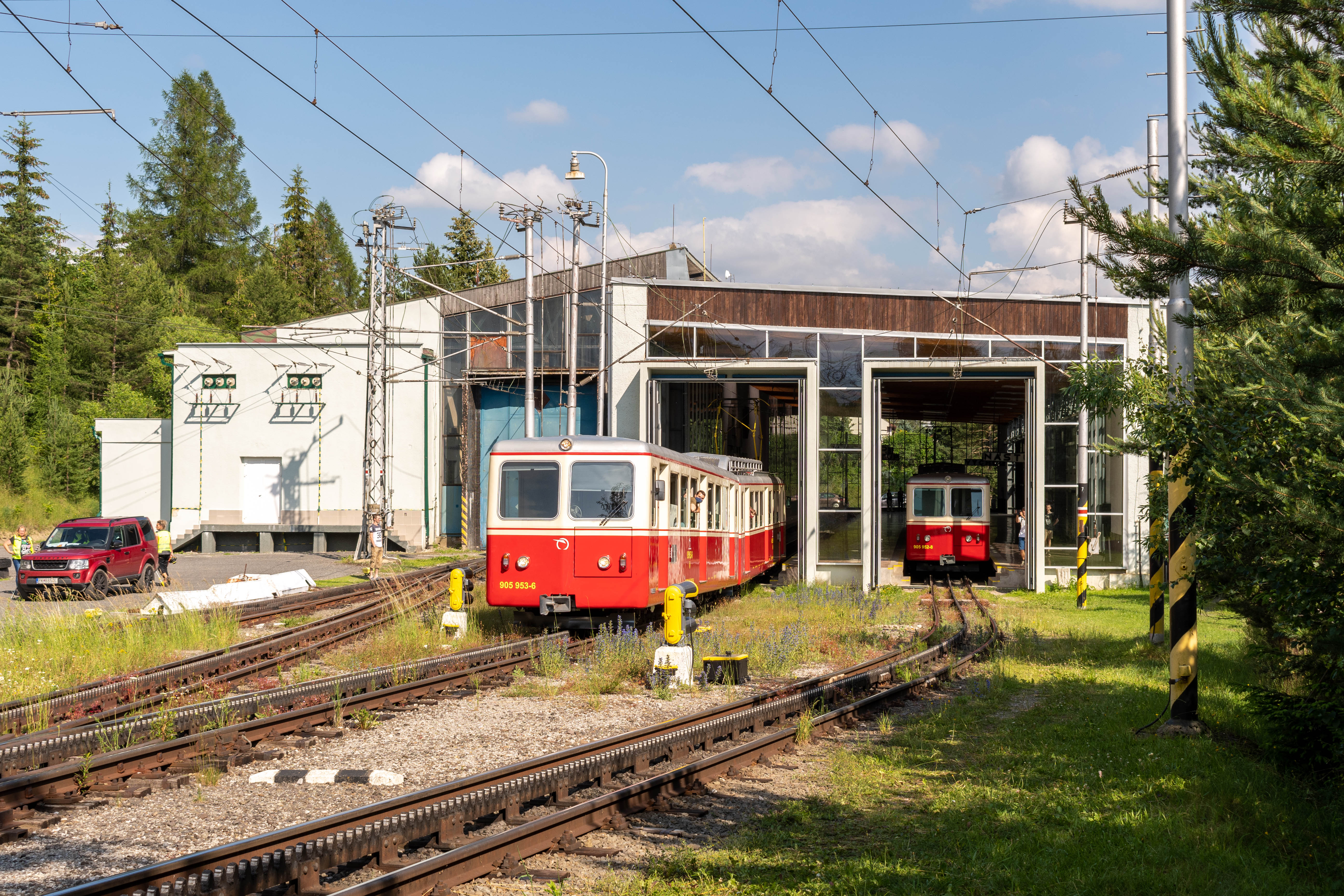
Jednotka řady 405.95 odjíždí ze stanice Štrba
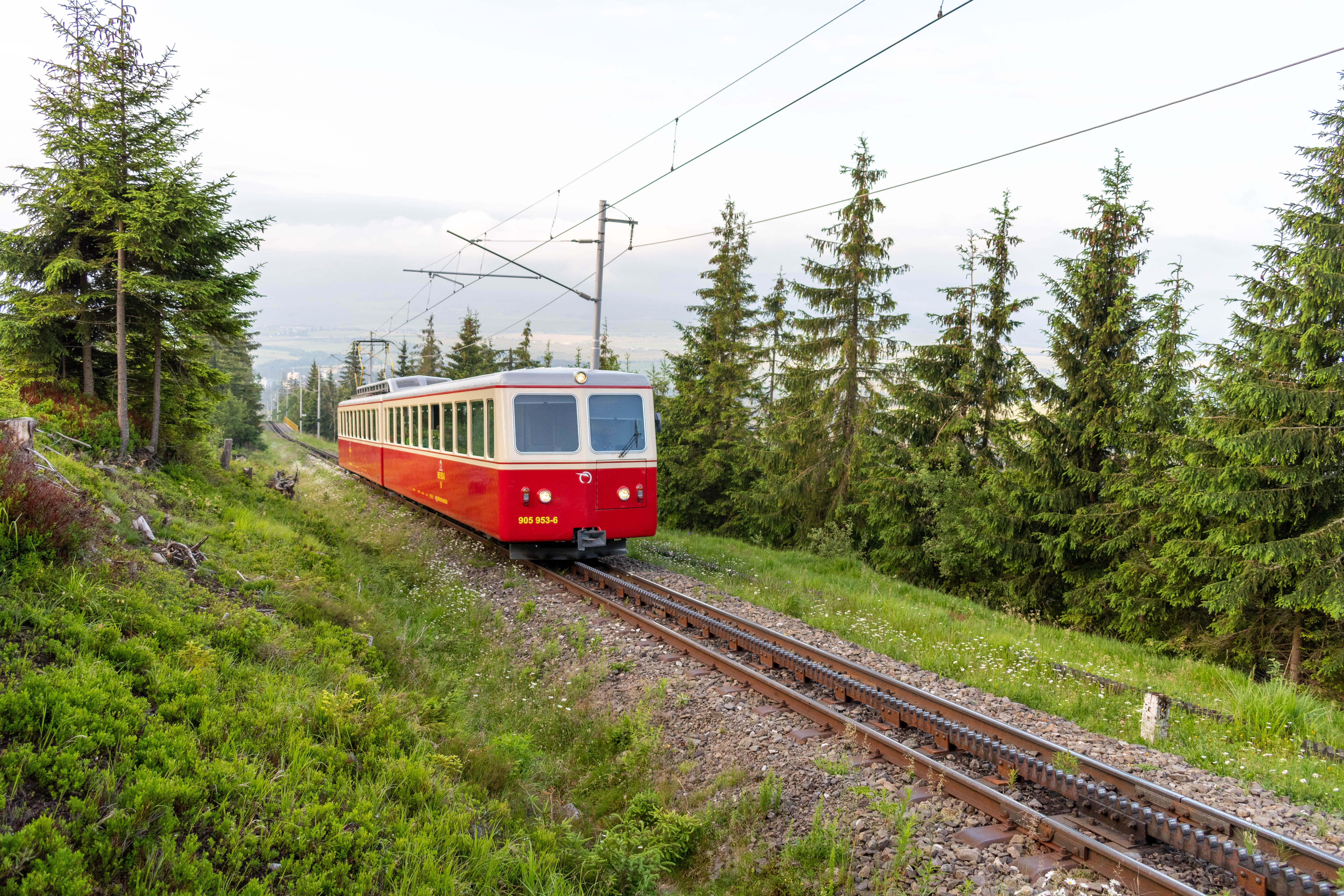
Jednotka řady 405.95 na širé trati
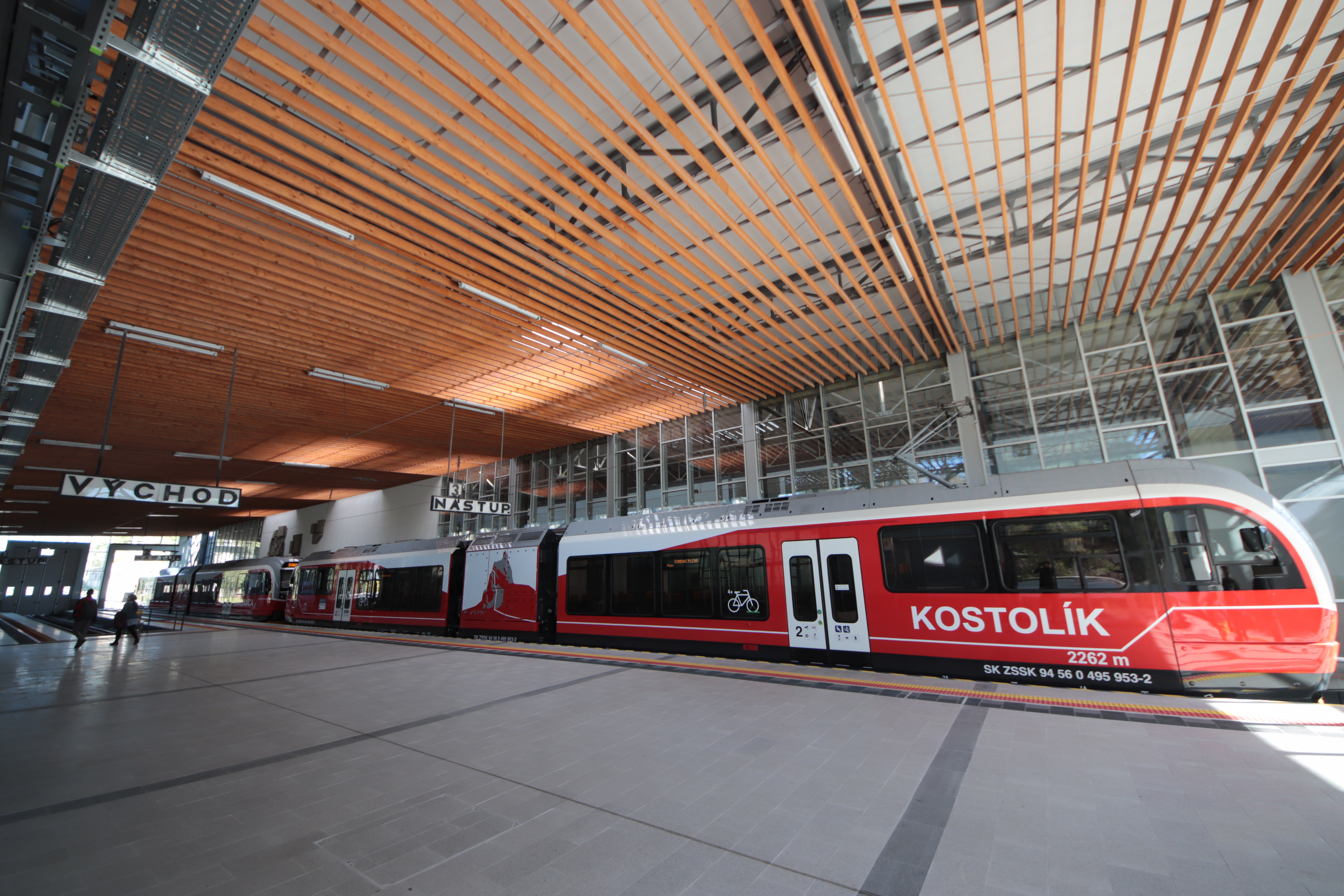
Elektrická jednotka řady 495.95 ve stanici Štrba